# Monelliopsis caryae
Monelliopsis caryae är en insektsart som först beskrevs av Monell 1879.  Monelliopsis caryae ingår i släktet Monelliopsis och familjen långrörsbladlöss. Inga underarter finns listade i Catalogue of Life.